# اریک لومکس
اریک ساترلند لومکس (انگلیسی: Eric Lomax); (۳۰ مهٔ ۱۹۱۹ – ۸ اکتبر ۲۰۱۲) افسر ارتش بریتانیا بود که  بعد از اسارت در سال ۱۹۴۲، به اردوگاه اسیران جنگی ژاپن فرستاده شد. او بیشتر به خاطر کتابی که نوشت، مرد راه‌آهن که دربارۀ تجربیاتش قبل، در طی و بعد از جنگ جهانی دوم بود، شناخته شده است و این کتاب در سال ۱۹۹۶، برندۀ جایزۀ کتاب ان سی آر و پی یی ان/اکرلی پرایز گردید.

## دوران ابتدایی زندگی
لومکس در روز ۳۰ مه ۱۹۱۹، در ادینبرو به دنیا آمد. او در سن ۱۶ سالگی بعد از شرکت در امتحان ورودی سازمان خدمات کشوری و استخدام در اداره پست، دبیرستان سلطنتی ادینبرو را ترک کرد. روز ۸ آوریل ۱۹۳۶، او صاحب شغل کارمند بایگانی و اپراتور تلگراف شد.